# Campionatele Europene de tenis de masă din 2019
Campionatele europene de tenis de masă 2019 s-au desfășurat la Nantes, Franța, în perioada 3–8 septembrie 2019. Locul de desfășurare a competiției a fost Salle Sportive Métropolitaine. Competiția a prezentat probe pe echipe pentru bărbați și femei, iar echipele câștigătoare s-au calificat pentru Cupa Mondială a echipelor ITTF 2019.

## Rezumat medalii
| Probă            | Aur                                                                                            | Argint                                                                           | Bronz                                                                             |
| Echipa masculină | Germania Timo Boll Dimitrij Ovtcharov Patrick Franziska Benedikt Duda Ruwen Filus              | Portugalia Tiago Apolónia Marcos Freitas João Monteiro Diogo Carvalho Diogo Chen | Franța Simon Gauzy Emmanuel Lebesson Can Akkuzu Tristan Flore Andrea Landrieu     |
| Echipa masculină | Germania Timo Boll Dimitrij Ovtcharov Patrick Franziska Benedikt Duda Ruwen Filus              | Portugalia Tiago Apolónia Marcos Freitas João Monteiro Diogo Carvalho Diogo Chen | Suedia Mattias Falck Kristian Karlsson Jon Persson Truls Möregårdh Anton Källberg |
| Echipa feminină  | România · Bernadette Szőcs · Elizabeta Samara · Daniela Dodean · Irina Ciobanu · Adina Diaconu | Portugalia Fu Yu Shao Jieni Leila Oliveira Rita Fins                             | Polonia Li Qian Natalia Partyka Natalia Bajor Julia Slazak Anna Wegrzyn           |
| Echipa feminină  | România · Bernadette Szőcs · Elizabeta Samara · Daniela Dodean · Irina Ciobanu · Adina Diaconu | Portugalia Fu Yu Shao Jieni Leila Oliveira Rita Fins                             | Ungaria Georgina Póta Dóra Madarász Szandra Pergel Leonie Hartbrich               |